# Karácsonyi Zsolt
Karácsonyi Zsolt (Arad, Románia, 1977. április 27. –) József Attila-díjas romániai magyar költő, műfordító, színház- és irodalomkritikus, a kolozsvári Helikon című irodalmi folyóirat főszerkesztője.

## Életpályája
Az aradi Csiky Gergely Iskolacsoportban érettségizett 1995-ben. 1999 és 2003 között a kolozsvári Babeș–Bolyai Tudományegyetem Bölcsészkarán működő Színházi Tanszék színháztudományi (teatrológiai) szakán egyetemi hallgató. 2003-ban a kolozsvári Bretter György Irodalmi Kör elnöke. 2003-ban államvizsgázott. 
2005-ben kötött házasságot Süveg Noémi tájépítész mérnökkel, német-magyar szakos bölcsésszel. Fiaik: Aba (2006-ban született) és Vid (2018-ban született). 
2005-ben az Erdélyi Magyar Írók Ligájának az alelnöke. 2003 és 2006 között a Szegedi Tudományegyetem doktori iskolájának a hallgatója a Világirodalmi Tanszéken. Karácsonyi nagy sikerű, improvizációs estjei az erdélyi magyar nyelvű líra kiemelkedő eseményei voltak. 2008 októberétől 2020 augusztisáig a kolozsvári Babeș–Bolyai Tudományegyetem Színházi és Televíziózási Karának oktatója. 2010-ben doktorált a Szegedi Tudományegyetem Világirodalmi Tanszékén (Páskándi Géza és Marin Sorescu dramaturgiai munkásságának közös jegyei).

## Szerkesztői tevékenysége
1995 és 1998 között újságíró az aradi Nyugati Jelen napilapnál, ahol a kultúra rovat szerkesztője. 1999-ben a kolozsvári Krónika című napilap belső munkatársa. 2004 májusától a kolozsvári Helikon című irodalmi lap szerkesztője, 2007 novemberétől főszerkesztő-helyettese. 2005 februárjától 2010-ig a bukaresti Kriterion Könyvkiadó kolozsvári fiókszerkesztőségének a külső munkatársa. 2001 és 2008 között az aradi Irodalmi Jelen színházi oldalainak a szerkesztője. 2006 szeptemberétől 2010-ig a Román Televízió Pulzus című magyar nyelvű kulturális műsorának a színházkritikus-munkatársa. 2009-től a Kolozsvár-Belvárosi Református Egyházközség Farkas utcai Harang című időszakos hitéleti folyóiratának a felelős szerkesztője Fazekas Zsolt lelkipásztorral együtt. 2013. január elsejétől a Kolozsváron megjelenő Helikon című irodalmi folyóirat főszerkesztője.

## Művei

### Kötetei
- Téli hadjárat. Versek. Erdélyi Híradó, Kolozsvár, 2001
- Sárgapart. Versek. Erdélyi Híradó – Fiatal Írók Szövetsége – Irodalmi Jelen Könyvek, Arad – Budapest – Kolozsvár, 2003
- A nagy Kilometrik. Versek. Magvető, Budapest, 2006
- Igazi nyár. Versek. Erdélyi Híradó – Ráció – Irodalmi Jelen Könyvek, Kolozsvár – Budapest – Arad, 2010
- Ússz, Faust, ússz! Vers. Pallas-Akadémia Könyvkiadó, Csíkszereda, 2010
- A tér játékai. A virtuális tér és a történelmi idő viszonyának módosulásai Páskándi Géza és Marin Sorescu drámáiban. Tanulmány. Korunk – Komp-Press Kiadó, Kolozsvár, 2010
- Szabadnap. Versek. e-book. 2014. Ambrobook Kiadó
- A Krím. Versek, 2010–2015; Orpheusz, Bp., 2015
- A gép, ha visszanéz. Mítosz, média, színház. Kritikák, tanulmányok; Orpheusz, Bp., 2017
- Függőleges állat. Versek, 2020; Erdélyi Híradó–Szépirodalmi Figyelő Alapítvány, Kolozsvár–Bp., 2020
- Belső tízezer. Igaz történet (regény); Bookart, Csíkszereda, 2023

### Műfordításai
- Filip Florian, Kisujjak. Regény. Magvető, Budapest, 2008
- Mihai Măniuțiu, A sintér emlékiratai. Scardanelli. Regény. AB-ART, Pozsony, 2008
- Filip Florian, A király napjai. Regény. Magvető, Budapest, 2009
- E. M. Cioran, Könnyek és szentek. Esszé. Qadmon, Budapest, 2010
- Matei Vișniec, Pánikszindróma a Fények Városában. Regény. Kalligram, Budapest, 2012
- Gabriel Liiceanu, A csábításról. Esszé. Orpheusz, Budapest, 2013
- Gabriel Liiceanu, A hazugságról. Esszé. Orpheusz, Budapest, 2013
- Gabriel Liiceanu, A gyűlöletről. Esszé. Orpheusz, Budapest, 2014
- Varujan Vosganian, Suttogások könyve. Regény. Orpheusz, Budapest, 2014
- Lucian Dan Teodorovici, A bábmester börtönévei. Regény. Libri, Budapest, 2014

### Színházi bemutatói
- 2011. Ússz, Faust, ússz! Bölcseleti költemény. A Kolozsvári Állami Magyar Színház felolvasószínházi előadása. Főszerepben Salat Lehel és Skovrán Tünde. Rendezte Salat Lehel.

## Díjai
- Látó Nívódíj, 1999
- A Romániai Írók Szövetségének Debüt-Díja, 2001
- Phd.-ösztöndíj, Szeged, 2003 – 2006
- Communitas Irodalmi ösztöndíj, 2004
- Székely János ösztöndíj, 2005
- Benedek Elek ösztöndíj, 2006
- Irodalmi Jelen-díj, 2006
- Communitas Irodalmi ösztöndíj, 2008
- NKA alkotói ösztöndíj, 2008
- A Romániai Írók Szövetsége kolozsvári fiókjának műfordítói díja, 2009
- Csiki László-díj, 2010
- Tokaji Írótábor Díja, 2015
- József Attila-díj, 2018
- Székelyföld-díj, 2018